# GN (デンマークの企業)
GNあるいはGNグループ（持株会社名デンマーク語: GN Store Nord A/S、日本語表記：GNストア・ノール、GNストアー・ノード又はGNストア・ノード）は、デンマーク・コペンハーゲン近郊のBallerupに本社を置き、補聴器およびヘッドセットを中心とする音響機器を製造・販売する企業集団。かつては電気通信事業を手掛け、日本では一般に大北電信会社（たいほくでんしんかいしゃ）と呼ばれていた。

## 概要
1869年にDet Store Nordiske Telegraf-Selskab A/S（英語：The Great Northern Telegraph Company、英略称：GNTC）として設立以来、2011年まで電気通信事業を行ってきたが（後述）、1985年9月にGN Store Nord A/Sに改称、現在は同社を持株会社として、子会社のGN Hearing A/SによりReSoundなどのブランドでの補聴器事業を、同じく子会社のGN Audio A/SによりJabraなどのブランドでの音響機器事業を手掛けている。世界約30カ国にオフィスを持ち、100カ国以上で製品を販売している。売上としては、補聴器関連が5割強、ヘッドセットなどの音響機器が5割弱の割合となっており、地域別では、北米が半数近くを占め最大となっている。GN Store Nord A/Sはナスダック・コペンハーゲンに上場している（Nasdaq Nordic GN）。
保有ブランド
GNグループの主要事業会社として「GNヒアリング」（GN Hearing A/S）および「GNオーディオ」（GN Audio A/S）があり、以下のブランドを展開している。
- GNヒアリング（補聴器など）
  - ReSound
  - Beltone
  - Interton
  - Audigy（聴覚ケアなどのビジネス管理）
  - FalCom（軍隊及び法執行機関向けの聴覚保護ヘッドセット）
- GNオーディオ（ヘッドセットなどの音響機器）
  - Jabra
  - BlueParrott

メーカーとしての沿革
1947年、Stornoの名称で無線通信機器製造部門を社内に設置。移動無線通信装置、マイクロ波回線用機器、放送局用機器などの製造を手掛ける。1968年に「Storno A/S」として分社化したが、1975年から1981年にかけてゼネラル・エレクトリックが順次株式を取得、さらに1986年にはモトローラに売却された。
1949年にはコペンハーゲンに電信機器工場「Great Northern Teleglaph Works」を設立。1968年1月1日にTelefon Fablik Automatic A/Sと合併してGNT Automatic A/Sとなり、大北電信が過半数をわずかに超える株式を保有、残りはエリクソンが保有して電話機などを製造した。1985年には「GN Telematic」に改称している。
1977年4月、1943年創業のデンマークの補聴器メーカーDanavoxを買収し、後日「GN Danavox」と社名変更。1987年、GN Danavoxの事業のうち、ヘッドセット製造についてはGN Store Nordが1984年に買収したデンマークのオフィス・オートメーション企業Netcomの商標を用いたGN Netcomに移管した。また、1990年にはデンマークの聴覚測定器メーカーMadsen Electronicsを買収し、2001年からGN Otometricsの商号（商標はOtometrics）の下営業していたが、2017年1月Natus Medical Incorporatedに売却した。
1999年、GN Store Nordが1984年創業の米国の補聴器メーカーReSound Corporationを買収しGN Danavoxと合併。GN ReSoundと改称した。さらに2000年に米国の同業Beltone Electronicsを、2005年にはドイツの同業Intertoneを買収した。
一方、GN Netcomは2000年、米国の携帯電話向けハンズフリー機器メーカーJABRA Corporationを買収。以後、携帯電話向けハンズフリーにはJabra、オフィス用ヘッドセットにはGN Netcomと商標を使い分けていたが、2009年、商標を「Jabra」に統一した。2021年にゲーミングデバイスメーカーのスティールシリーズ買収を発表した。

## 日本法人
GNヒアリングジャパン株式会社（GN Hearing Japan K.K.）
- 補聴器および関連アクセサリを販売。横浜市にオフィスを持つ。 2017年にジーエヌリサウンドジャパン株式会社より社名変更した[12]。

GNオーディオジャパン株式会社（GN Audio Japan Ltd.）
- Jabra製品を販売。東京（港区）にオフィスを持つ。2017年にGNネットコムジャパンより社名変更した[13]。

## 電気通信事業者としての歴史

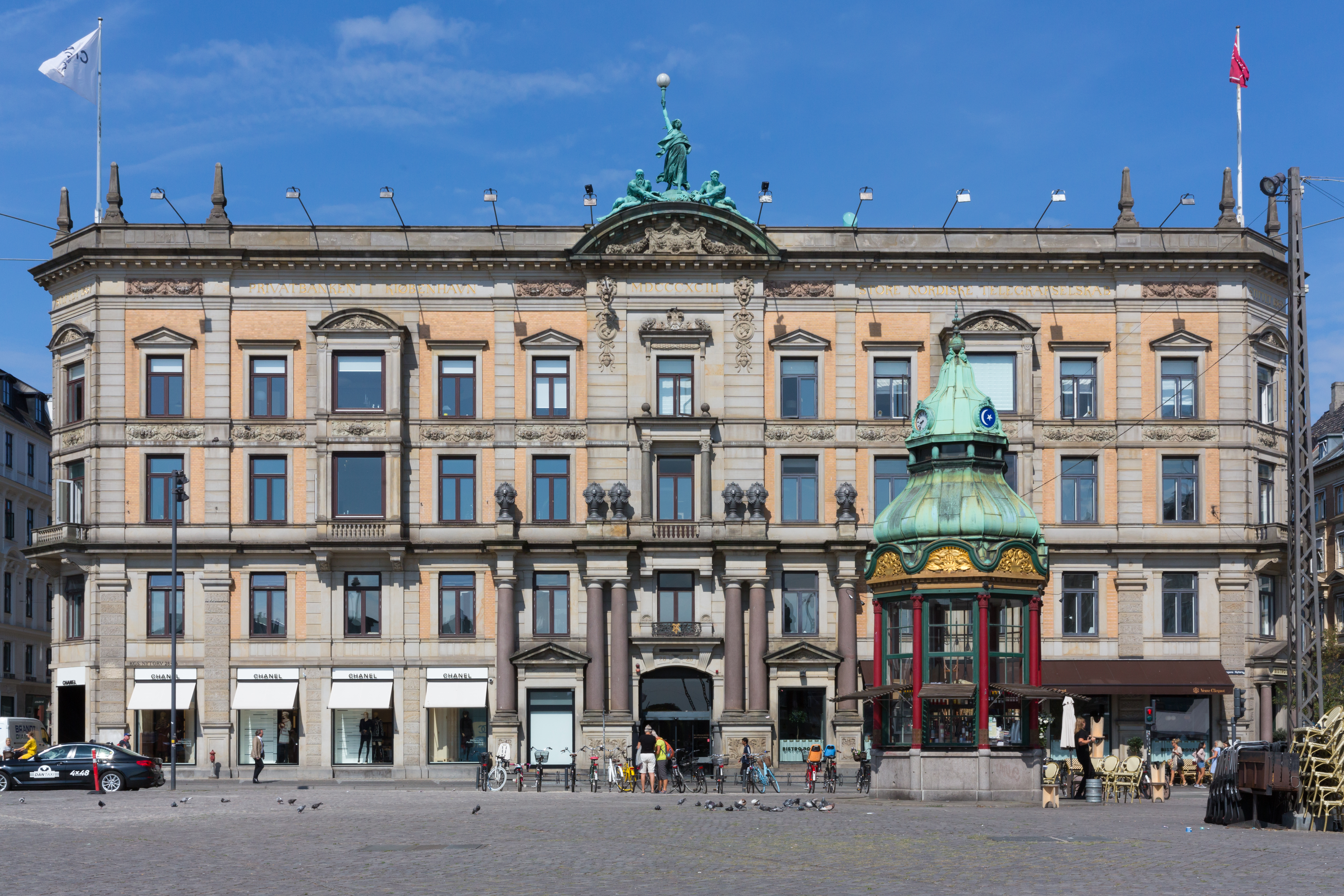
コンゲンス・ニュートー広場に面した大北電信会社旧本社（1893年建築以来、2003年売却まで使用）

電気通信事業を営んでいたDet Store Nordiske Telegraf-Selskab A/S（英語：The Great Northern Telegraph Company）は、日本では一般に大北電信会社と呼ばれていた。明治時代には「大北部電信會社」と訳されたほか、「グレート・ノーザン・テレグラフ株式会社」と記されることもある。
大北は、日本に初めて海底ケーブルを陸揚げした（後述）。以来およそ一世紀にわたり、日本は国際通信において不平等な協定に甘んじた。また1955年、太平洋戦争で被った損害の賠償を、協議の上日本政府へ請求した。まず釜山・上海・廈門の付近で日本軍がケーブルを切断転用した部分の再設置費用、それから揚子江と廈門付近などケーブル系の損失、最後に呉淞・上海・シンガポール等において、ケーブル・アンド・ワイヤレスの倉庫内に保管されていた大北ケーブルの損失。しめて30万ポンドが年内に償還された。
1869年6月1日、デンマーク＝ノルウェー＝イギリス電信会社（英語：Danish-Norwegian-English Telegraph Company、1868年4月設立）、デンマーク＝ロシア電信会社（英語：Danish-Russian Telegraph Company、1868年末設立）及びノルウェー＝英国海底電信会社（英語：Norwegian-British Telegraph Company）の3社合併により、デンマーク・コペンハーゲンの証券取引所ビル内に大北電信会社が設立され、旧社からデンマーク-ノルウェー間及び英国-デンマーク間の海底ケーブルの運用を継承した。
同年6月5日、メン島からボーンホルム島を経てリエパーヤ（当時ロシア帝国、現ラトビア）間の海底ケーブルを開通させ、ロシアとの電信を始めた。
同年10月、ロシア政府からウラジオストクまでの電信線建設・運用の認可を受け、1870年1月9日に大北支那日本拡張電信会社（英語：The Great Northern China and Japan Extension Telegraph Company）を設立。5月に大東電信会社と営業圏に関する取り決め。1871年4月18日、上海-香港間に敷設した海底ケーブルを開通させた。
欧亜陸上電信線は1872年1月1日にウラジオストクまで開通し、後述のウラジオストク-長崎間及び長崎-上海間、さらには先に敷設された上海-香港間のケーブルと接続された。なお、拡張電信会社は同年2月23日に大北電信会社に合併されている。
1873年に上海-香港間のケーブルをアモイと接続。ケーブルに反対して民衆の暴動が度重なった。そこで中国政府は1875年、国内の陸上線を大北電信から買収した。翌年4月に国有化され、住民の怒りを鎮めるために全線を廃止。他方、日本の台湾出兵を受け、台湾-アモイ間のケーブルを敷設した。1878年、李鴻章が大北電信と協定するために盛宣懐を派遣している。
1906年、既に英本土とケーブルで結ばれていたシェトランド諸島からトースハウン（デンマーク領フェロー諸島）を経てセイジスフィヨルズル（当時デンマーク領、現アイスランド）までの海底ケーブルを開設。1907年時点での海底ケーブル延長は約15,600kmに達した。
1950年、デンマーク-イギリス間に同軸海底ケーブルとして当時世界最長の570kmの回線を開通。当初電信24回線が供用されたが、数年後には海底中継器の挿入により192回線に増加した。
1962年1月、英国スコットランド-トースハウン-ヴェストマン諸島（アイスランド）間を結ぶ海底同軸ケーブルの敷設に参加し、英国・デンマーク・アイスランド各政府との共同持分を取得。さらに1963年には、ヴェストマン諸島-フレデリクスダル（現ナルサルスアーク。デンマーク領グリーンランド）-コーナーブルック（カナダ）間の海底同軸ケーブルをカナダ海外電気通信公社（英語：Canadian Overseas Telecommunications Corporation。現VSNL International Canada）と共同で運用開始した。
1985年9月、「GN Store Nord A/S」に改称。ただし、定款では次の7つの名称も営業に使用することとしている。
1. Det Store Nordiske Telegraf-Selskab (Aktieselskab)
2. GN Store Nordiske Telegraf-Selskab A/S
3. GN Great Nordic Ltd. A/S
4. The Great Northern Telegraph Company Ltd. A/S
5. GN Great Northern Telegraph Company Ltd. A/S
6. La Grande Compagnie des Telegraphes du Nord S.A. A/S
7. GN Grande Companie des Telegraphes du Nord S.A. A/S

1991年9月9日、ベルサウス（現AT&Tモビリティ）との合弁でデンマークにおけるGSM900MHz帯携帯電話事業の免許を取得し、Sonofonを設立。1992年9月にサービスを開始したが、2000年7月13日にTelenorがGN Store Nordの持ち株（Sonofonの出資比率の53.5%）を買収、2003年12月10日にはベルサウスの持ち株も買収して完全子会社化し、2009年6月15日からは「Telenor Denmark」として営業している。
2000年、電気通信事業のリストラを発表。相前後して事業整理を進め、2011年末のモルドバ線の期限満了をもって電気通信事業から撤退した。

### 日本での国際電信事業
1869年6月、デンマークがロシアと組んでリバウ経由の両国間ケーブルが竣工した。この事業でロシアから信用を得た。このころインド・中国・東南アジアのケーブル事業はイギリスが掌握し、ロシアのシベリアケーブルが内陸から接続するのを許さなかった。そこでロシアは、大東電信会社と協定し香港以北を営業圏に収めた大北電信会社をパートナーに、ウラジオストクから日本経由で中国へケーブル事業を進出させようと試みた。
1870年から日本と交渉するようになったが、後にハリー・パークスまで進出を支援した。具体的には、外務省にせっついて長崎-東京間の電信線を1871年9月に着工させている。なお、このときの器械はオリエンタル・バンクに注文されていた。
日本への進出
1871年（明治4年）、後に長く社長を務めたエドゥアルド・スエンソンを責任者として長崎-上海間、次いで長崎-ウラジオストク間の海底ケーブルを敷設し、日本の国際電信事業を開始した。さらに、翌年開通した欧亜陸上電信線経由で日欧間の通信が始まった。国際通信主権をめぐっては日本側から抵抗に遭い、1878年に国際電報営業権を日本政府へ返還する。
アジア大陸・朝鮮半島との対外通信の独占
1883年（明治15年）、日本政府は、当時急がれていた朝鮮半島との通信確保のため、同社に呼子-釜山間の海底ケーブル敷設を要請し、その実現と引き換えに前年の特許状で20年間のアジア大陸や朝鮮半島との通信事業の独占権を与えた。その6条は独占域で「官線」の敷設を禁じている。同条では、ロシア又は清が延長を認めた場合にはさらに10年間延長されることとされており、実際に延長された。1884年（明治16年）11月に呼子-壱岐-対馬-釜山間の海底ケーブルの敷設が完了した。
なお、1904年2月の日露戦争において、ロシア政府は万国電信条約第8条により長崎-ウラジオストク間のケーブルを無期限停止する旨を各国に通知した。また、ロシア国内は大北線が維持されていた。
陸揚権の無期限化
1913年（大正2年）8月、長崎-上海間に日本が同社線とは別の海底ケーブルを敷設すること（ただし、取り扱いは和文（片仮名）電報及び日本と中華民国との官報（政府間に発受する電報）に限られた。）、樺太及び朝鮮半島で日露間陸上電信線の架設を認めることと引き換えに、同社の陸揚権を認めること、日本-中華民国間通信から生じる収益は合併計算とし、過去3年間の実績による同社の収入を補償する分配率（長崎-上海間に日本が敷設した海底ケーブルの収益の64.6%を得る）とすること等からなる協定が締結された。協定には期限が明記されなかった。大北側の主張により、免許状ゆえ無期限と解釈された。その結果、引き続き国際電信の大部分は同社に依存することとなり、日本が支払う通信料は膨大なものとなった。
陸揚権の返還
ナチス・ドイツによるデンマーク占領（ヴェーザー演習作戦）の翌月となる1940年（昭和15年）5月、日本政府との協議により、日本における海底ケーブルの陸揚権は1943年（昭和18年）4月をもって終了すること、それまでの間、同社所有の日本領土・領海内の施設は日本（逓信省）が運営し、期限満了後は同社の負担で撤去することとされた。実際には、1941年（昭和16年）12月に長崎-上海間、1942年（昭和17年）1月に長崎-ウラジオストク間の海底ケーブルの運用が停止された。
終戦後
1947年（昭和22年）11月、連合国軍最高司令官総司令部（GHQ）から、「長崎-上海間及び長崎-ウラジオストク間海底ケーブルの長崎側の諸施設を1940年5月の約定前の状態に復すべし」との覚書が出され、日本政府の負担で復旧。長崎-ウラジオストク間については1948年（昭和23年）11月に1回線の運用が再開、1955年（昭和30年）12月にもう1回線が再開された。この際、既に米英の通信会社による回線により、大部分の通信が可能となっていたことから、大北の通信対地は北欧を中心とするヨーロッパに限られることとなった。なお、長崎-上海間については国共内戦の影響もあり再開されず、1949年に上海駐在員を引き揚げた。
1954年（昭和29年）5月の協定により、長崎局の施設すべて及び日本の領海（当時3海里）内の海底ケーブルを国際電信電話（KDD）に無償譲渡するとともに、1953年（昭和28年）実績の語数を超える分の料金の分収率については両社平等とすることとなった。
1967年（昭和42年）8月の協定により、同社とKDDは直江津（上越市）-ナホトカ間に電話換算120回線の海底同軸ケーブルを新設することで合意し、1969年（昭和44年）8月に日本海ケーブル（JASC）として運用開始。これにより長崎-ウラジオストク間は廃止された。なお、JASCは1995年（平成7年）7月24日に運用停止されたが、その後継として同年1月に運用開始したR-J-Kケーブル（ロシア・日本・韓国の英語頭文字を取り、直江津-ナホトカ間及び途中分岐して釜山を結ぶ海底光ケーブル）はロステレコム、KDD及び韓国通信（現KT）が運用し、大北は子会社を通じた参加に留まった。